# Rochus Misch
Rochus Misch (Alt Schalkowitz, tegenwoordig Stare Siołkowice, nabij Oppeln, Silezië, 29 juli 1917 – Berlijn, 5 september 2013), radiotelegrafist en (laatstelijk) als SS-Oberscharführer deel uitmakend van de Leibstandarte-SS Adolf Hitler, was de laatste nog levende getuige van de zelfmoord van Adolf Hitler in de Führerbunker in Berlijn in 1945.

## Lijfwacht van Adolf Hitler
Nadat Misch zwaargewond was geraakt tijdens de veldtocht in Polen in 1939, kon hij, na zijn herstel, als lid van het Führerbegleitkommando aan de slag en werd zo een persoonlijk lijfwacht van Hitler. Rochus Misch was, met uitzondering van Hitler zelf, de enige persoon in de Führerbunker die een wapen mocht dragen. Alle anderen moesten hun wapen aan de dienstdoende wacht afgeven.
Misch maakte de laatste dagen van de Tweede Wereldoorlog mee vanuit de Führerbunker en was een van de allerlaatste aanwezigen in de bunker. Kort nadat hij de bunker had verlaten, werd hij door de Russen gevangengenomen en overgebracht naar een gevangenis in Moskou. Daar werd hij uitgehoord en gemarteld in opdracht van Stalin, die niet geloofde dat Adolf Hitler zelfmoord had gepleegd en de waarheid boven tafel wilde krijgen. Hij werd dusdanig gemarteld dat hij naar eigen zeggen smeekte om geëxecuteerd te worden, maar dat gebeurde niet. In 1953 werd hij vrijgelaten en keerde hij terug naar zijn vrouw en zijn dochter. Hij overleed in 2013 na een kort ziekbed.
Rochus Misch woonde sinds zijn vrijlating in Berlijn, slechts enkele kilometers van het voormalige machtscentrum van het Derde Rijk. Na het overlijden van Hitlers adjudant Otto Günsche in oktober 2003 was Misch de laatste nog levende persoon die van nabij had meegemaakt wat er zich in de Führerbunker had afgespeeld.

## Misch' terugblik
In 2006 gaf Misch een interview aan de Duitse weblog www.roland-harder.de. Daarin gaf hij zijn versie aangaande het lot van Hitlers zwager Hermann Fegelein, van wie tot op de dag van vandaag nog niet exact vaststaat wat er met hem is gebeurd.
Kort na de zelfmoord van Adolf Hitler pleegden ook Goebbels en zijn vrouw Magda zelfmoord. Daaraan voorafgaand vermoordden zij hun zes kinderen. Misch was getuige en vertelt daarover:

Ik denk er nog regelmatig aan. Ik kan het niet vergeten, het waren zulke leuke kinderen. Ik zal nooit vergeten hoe Joseph Goebbels tegen me zei dat hij het liever anders had gezien. Hij had de kinderen liever niet in de bunker gewild. Maar zijn vrouw was misschien nog wel trouwer aan Hitler dan haar man en wilde haar kinderen niet een wereld insturen zonder nationaalsocialisme.

Misch vond ook de lijken van generaal Burgdorf en generaal Krebs, die eveneens zelfmoord hadden gepleegd, waarna Misch de bunker verliet.
Volgens Misch hoorde hij pas van de verschrikkingen in de concentratiekampen na zijn vrijlating uit de beruchte Russische gevangenis Loebjanka. Daarover zei hij in het bovengenoemde interview:

Ik was geschokt toen ik bij terugkeer hoorde wat er echt gebeurd was. Tijdens mijn gevangenschap in Rusland heeft niemand me er ooit iets over verteld, terwijl er onder de Russische officieren ook Joden waren. Gedurende mijn werk voor Hitler heb ik er ook nooit iets over gehoord. Dat er concentratiekampen waren, dat wist bijna iedereen. Maar dat er daar ook mensen vernietigd werden, nee, dat heb ik nooit geweten. Ik heb later veel boeken over de Holocaust gelezen. Het is vreselijk!

In 2008 verscheen het boek Der letzte Zeuge, ich war Hitlers Telefonist, Kurier und Leibwächter, in het Nederlands verkrijgbaar als De laatste getuige.

## Decoraties
- IJzeren Kruis 1939, 2e klasse
- Gewondeninsigne in zwart

## Publicaties
- R. Misch en N. Bourcier (red.), J'étais garde du corps d'Hitler, 1940-1945. Le Cherche Midi, Parijs, 2006. Vertaling: Ik was lijfwacht van Hitler, Van Halewyck, Leuven, 2008. Heruitgave De laatste getuige: Onthullend oorlogsdagboek van Hitlers koerier en lijfwacht. Fontaine, 's-Graveland, 2008.
- R. Misch, S. Zarrinbal, B.Nachtigall, Der letzte Zeuge. Ich war Hitlers Telefonist, Kurier und Leibwächter. Piper-Verlag, 2013. Vertaling: De laatste getuige: Ik was Hitlers koerier, telefonist en lijfwacht. Just Publishers, Meppel, 2014.